# Le Ménil-Guyon
Le Ménil-Guyon è un comune francese di 86 abitanti situato nel dipartimento dell'Orne nella regione della Normandia.

## Società

### Evoluzione demografica
Abitanti censiti